# Entomozoidea
De Entomozoidea zijn een superfamilie van uitgestorven kreeftachtigen uit de klasse van de Ostracoda (mosselkreeftjes).

## Taxonomie

### Families
- Entomozoidae Pribyl, 1951 †
- Rhomboentomozoidae Gruendel, 1962 †

### Geslachten
- Entomoprimitia Kummerow, 1939 †
- Rabienella Gruendel, 1962 †
- Richterina Guerich, 1896 †
- Volkina Rabien, 1954 †